# Chrobotek listkowaty

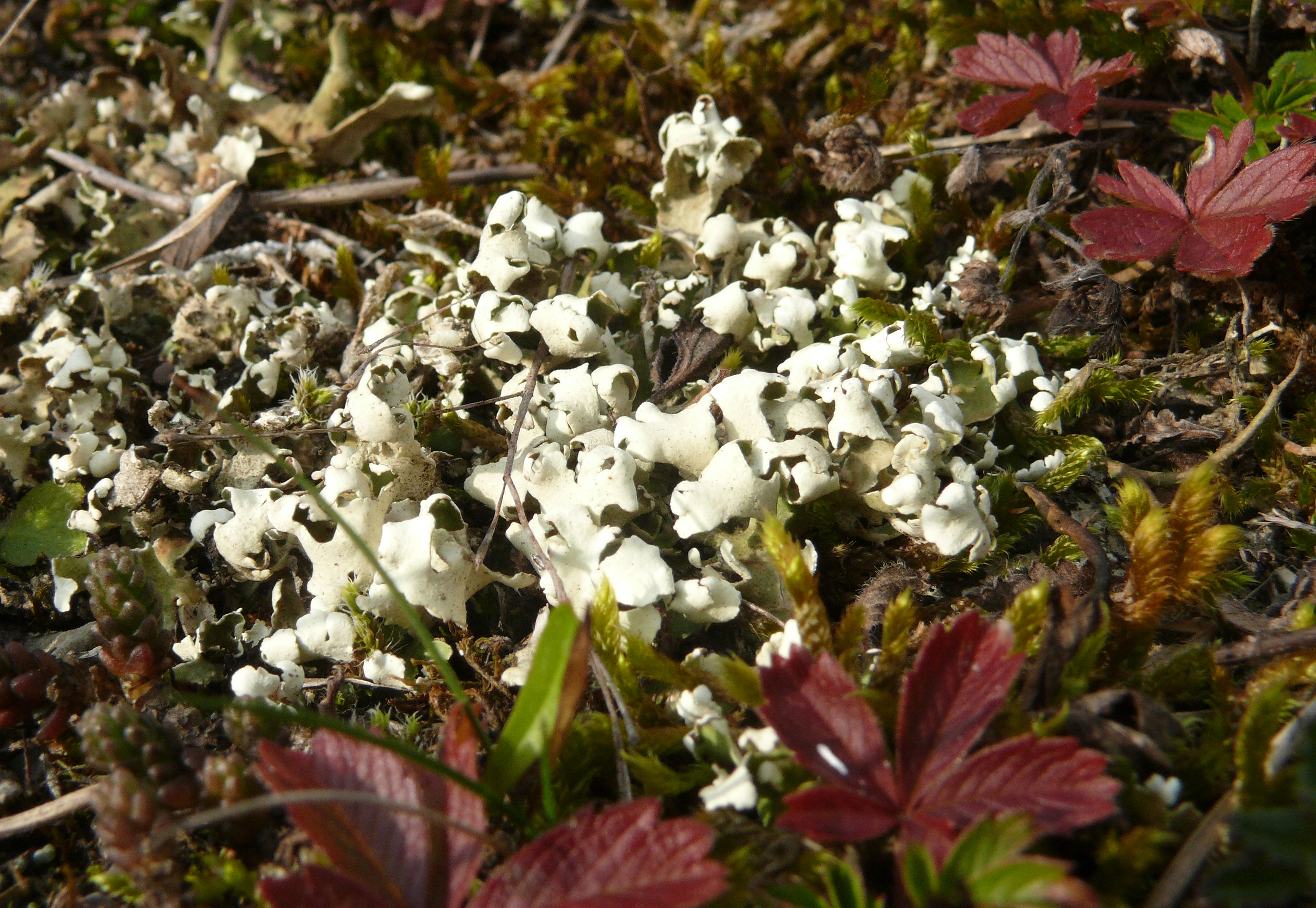

Chrobotek listkowaty (Cladonia convoluta (Lam.) Anders) – gatunek grzybów należący do rodziny chrobotkowatych (Cladoniaceae). Ze względu na współżycie z glonami zaliczany jest do porostów.

## Systematyka i nazewnictwo
Pozycja w klasyfikacji według Index Fungorum: Cladonia, Cladoniaceae, Lecanorales, Lecanoromycetidae, Lecanoromycetes, Pezizomycotina, Ascomycota, Fungi.
Po raz pierwszy takson ten zdiagnozował Jean Baptiste Lamarck nadając mu nazwę Lichen convolutus (w tłumaczeniu na język polski: porost liściasty). Obecną, uznaną przez Index Fungorum nazwę nadał mu w roku 1906 Joseph Anders, przenosząc go do rodzaju Cladonia.
Synonimy nazwy naukowej:
- Cladonia endiviifolia (Dicks.) Fr. 1896
- Cladonia foliacea subsp. convoluta (Lam.) Clauzade & Cl. Roux 1985
- Cladonia foliacea var. convoluta (Lam.) Vain. 1894
- Cladonia foliacea var. endiviifolia (Dicks.) Schaer.
- Lichen convolutus Lam.
- Lichen endiviifolius Dicks.

Nazwa polska według Krytycznej listy porostów i grzybów naporostowych Polski.

## Charakterystyka
Plecha pierwotna listkowata, duża i trwała, złożona z listków o długości do 2 cm. Listki są wielokrotnie pierzasto podzielone. Górna powierzchnia jest zielona, dolna biaława. Dzięki temu, że listki są odgięte, widoczna jest równocześnie powierzchnia górna i dolna. Źródła podają, że dolna powierzchnia jest żółta, jest to jednak dostrzegalne tylko przy dobrym oświetleniu, gdy plecha jest sucha, zazwyczaj wygląda na białawą i tak też wychodzi na zdjęciach.
Podecja powstają bardzo rzadko. Są niepozorne, mają nieregularny kieliszkowaty kształt. Apotecja różowo-brązowe w postaci pierścienia na obwodzie kieliszka.

## Występowanie i siedlisko
Liczne stanowiska tego gatunku opisano głównie w Europie. Jest tutaj dość szeroko rozprzestrzeniony, na północy sięga po południowe wybrzeża Półwyspu Skandynawskiego. Ponadto jego występowanie potwierdzono w stanie Waszyngton w USA oraz w Izraelu. W Polsce jego występowanie jest słabo zbadane. W piśmiennictwie naukowym znane są dwa jego stanowiska, jedno pochodzi z 1936 r., drugie z 1994 r. (to ostatnie na obszarze Dolnej Wisły). Niewątpliwie występuje na znacznie większej liczbie stanowisk, opisanie jego rozprzestrzenienia wymaga tylko dalszych badań. Nie znajduje się na czerwonej liście gatunków zagrożonych, ani na liście gatunków chronionych.
Rośnie na słonecznym i skalistym podłożu, szczególnie na wapiennych nadmorskich stokach.

## Gatunki podobne
Bardzo podobny jest chrobotek rosochaty (Cladonia foliacea), niektórzy lichenolodzy uważają nawet, że są to ekotypy tego samego gatunku. Cladonia foliacea ma większe listki (do 4 cm), nie tak gęsto skupione i mniejszy jest kontrast między barwą górnej i dolnej powierzchni (dolna powierzchnia listków jest bardziej żółta, górna jaśniejsza). Podobna jest także plecha pierwotna chrobotka okółkowego (Cladonia cervicornis). Ten ostatni gatunek bardzo łatwo odróżnić po kształcie podecjów, jeśli jednak ich brak, odróżnienie go od chrobotka listkowatego tylko na podstawie plechy pierwotnej jest trudne.